# Cephalotes pilosus
Cephalotes pilosus är en myrart som först beskrevs av Carlo Emery 1896.  Cephalotes pilosus ingår i släktet Cephalotes och familjen myror. Inga underarter finns listade.